# Aphaenogaster testaceopilosa
Aphaenogaster testaceopilosa (лат.) — вид мелких муравьёв рода Aphaenogaster из подсемейства Myrmicinae (Formicidae). Мирмекохорный вид.

## Распространение
Северная Африка: Алжир. Ранее ошибочно указывался из Греции. Малая Азия: Турция.

## Описание
Мелкого размера муравьи чёрного цвета; длина рабочих около 6 мм. Тело покрыто многочисленными белыми волосками. Усики рабочих 12-члениковые с неотчётливой 5-члениковой булавой. Скапус усиков длинный, превышает затылочный край. Тело матовое. Заднегрудка угловатая с небольшими проподеальными шипиками. Стебелёк между грудкой и брюшком состоит из двух узловидных члеников (петиоль и постпетиоль). Рабочие мономорфные. Жало развито. Куколки голые, без кокона.

## Систематика
Вид был впервые описан в 1849 году под первоначальным названием Myrmica testaceopilosa Lucas, 1849 по типовым материалам из Алжира. Включён в состав одноимённой видовой группы Aphaenogaster  testaceopilosa вместе с видами A. senilis, A. spinosa, A. balcanica и другими.